# Бованенко Вадим Дмитрович
Вадим Дмитрович Бованенко (5 жовтня 1930, Київ, СРСР — 24 червня 1968, Москва, СРСР) — радянський геофізик, першовідкривач родовища нафти і газу на Ямалі. Син українського економіста-історика Дмитра Бованенка.

## Життєпис
У 1954 році закінчив Московський нафтовий інститут ім. І. М. Губкіна (нині Російський державний університет нафти і газу). За розподілом потрапив до Березовської геологорозвідувальної експедиції. Брав активну участь у створенні методики річкової сейсморозвідки, винайшов сухопутний сейсморозвідувальний Бон (техніка)бон.
З 1958 року — головний геофізик в Салехарді. У тому ж році очолив Ямало-Ненецьку геологорозвідувальну експедицію для підтвердження прогнозів академіка І. М. Губкіна щодо нафтогазоносності Ямалу.
За участю Бованенко було відкрито Тазовське і Уренгойське родовища. Також брав участь у відкритті Губкінського, Заполярного і Новопортівського родовищ.
У 1966 році очолив групу радянських фахівців-нафтовиків в Пакистані.
Помер від важкої хвороби у 1968 році. Похований на Донському кладовищі.

## Пам'ять
На честь вченого названо відкрите в 1971 році родовище в центральній частині Нурмінського нафтогазоносного району Ямальської нафтогазоносної провінції, селище Бованенкове в Ямало-Ненецькому автономному окрузі та вулиця в місті Лабитнангі.